# Saint-Romain-le-Noble
Saint-Romain-le-Noble – miejscowość i gmina we Francji, w regionie Nowa Akwitania, w departamencie Lot i Garonna.
Według danych na rok 1990 gminę zamieszkiwało 388 osób, a gęstość zaludnienia wynosiła 46 osób/km² (wśród 2290 gmin Akwitanii Saint-Romain-le-Noble plasuje się na 802. miejscu pod względem liczby ludności, natomiast pod względem powierzchni na miejscu 1175.).